# Pierre de Chambrun

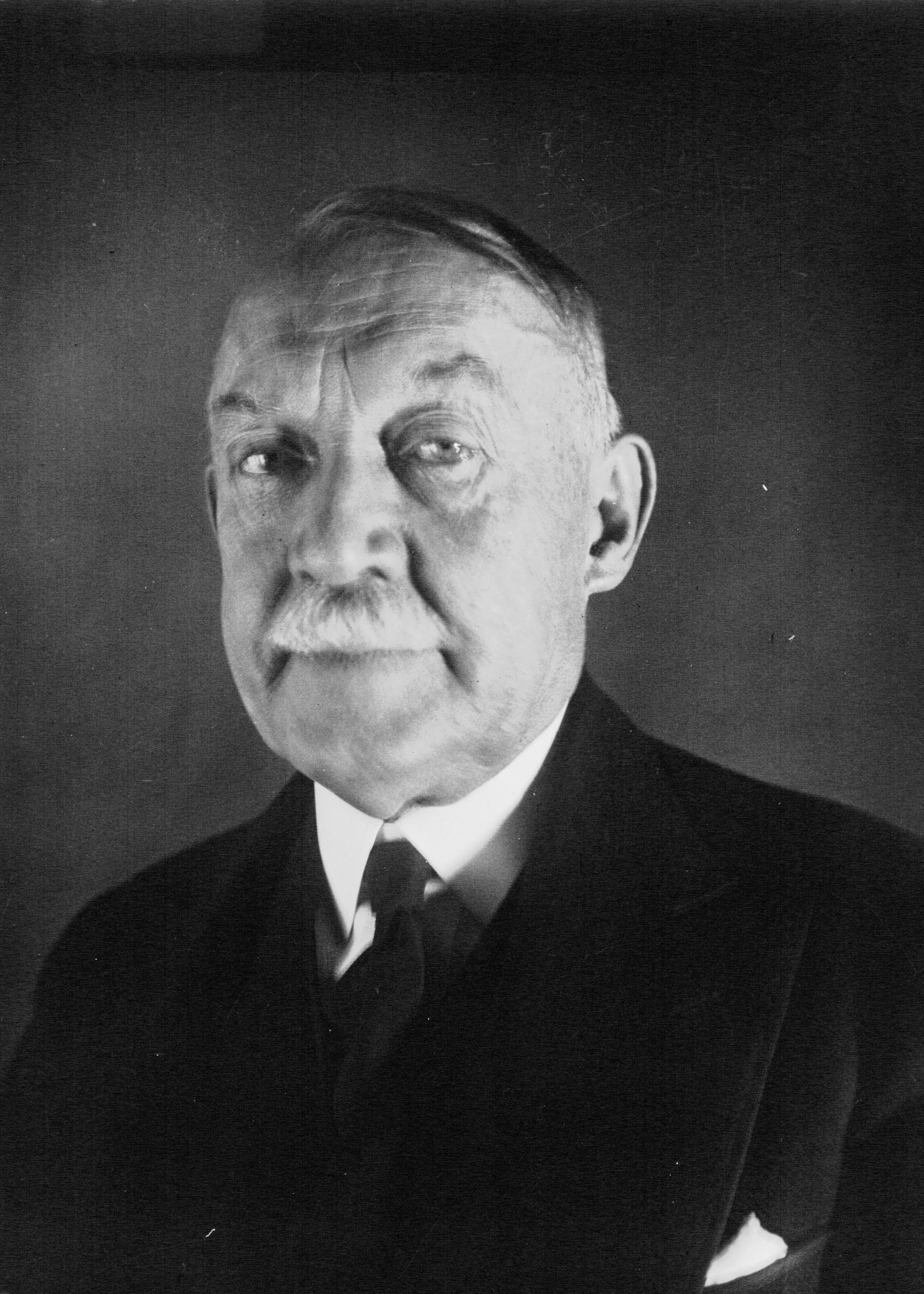
Pierre de Chambrun (Agence Mondial, 1933)

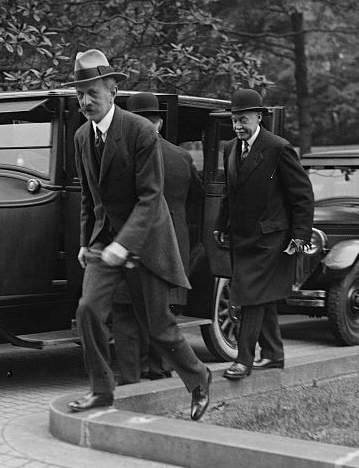
Pierre de Chambrun und Émile Daeschner 1925

Pierre de Chambrun, vollständig Charles Louis Antoine Pierre Gilbert Pineton de Chambrun (* 11. Juni 1865 in Paris; † 24. August 1954 in Marvejols) war ein französischer Rechtsanwalt und Politiker während der Dritten Republik und ein Widerstandskämpfer.

## Leben
Pierre de Chambrun stammt aus dem Département Lozère. Er ist ein Nachfahre von General de La Fayette und sein Großonkel Joseph Dominique Aldebert de Chambrun war ebenfalls Abgeordneter und später Senator des Departements Lozère.
Er ist der Sohn von Charles-Adolphe Pineton de Chambrun, Marquis de Chambrun, Rechtsberater an der französischen Botschaft in den USA, und Marie Henriette Hélène Marthe Tircuy de Corcelle, Urenkelin des Marquis de La Fayette, und ist das zweite von vier Geschwistern. Seine Geschwister sind:
- Thérèse (1860–1948), verheiratet in Paris mit Pierre Savorgnan de Brazza;
- Jacques Aldebert[3] (1872–1962), General, verheiratet in Cincinnati mit Clara Elenor Longworth[4], einer Cousine seiner Schwägerin Margaret. Sie werden die Schwiegereltern von Josée Laval[5], der Tochter von Pierre Laval;
- Charles (1875–1952), Diplomat, verheiratet in Rom mit Marie de Rohan-Chabot[6].

1892 trat Pierre de Chambrun die Nachfolge seines Vaters als beratender Anwalt der französischen Botschaft in den Vereinigten Staaten an und bekleidete dieses Amt fünf Jahre lang. Er heiratete am 12. Dezember 1895 in Cincinnati Margaret Rives Nichols, Tochter von George Ward Nichols und Maria Longworth. Sie war 1917 Krankenschwester (infirmière major) im Hilfskrankenhaus von Marvejols und wurde zum Ritter der Ehrenlegion geschlagen. Aus der Ehe gingen drei Kinder hervor:
- Marthe (1899–1984), verheiratet mit Prinz Edmondo Ruspoli di Poggio Suasa;
- Jean-Pierre (1903–2004), Marquis de Chambrun, Kunstmaler, verheiratet mit Gisèle Mathilde Hugot-Gratry, geschieden, davon 3 Kinder; er ist der Großvater des Abgeordneten Charles de Chambrun;
- Gilbert[11] (1909–2009), Widerstandskämpfer, Diplomat und Politiker.

Nach seiner Rückkehr nach Frankreich (wo er sich für Alfred Dreyfus einsetzte) wurde er 1898 zum Abgeordneten gewählt und bis einschließlich 1932 ständig wiedergewählt. Bis 1914 saß er mit den gemäßigten Republikanern im Parlament. In der folgenden Legislaturperiode war er fraktionslos und saß dann mit den Linksrepublikanern (Fraktion der Alliance démocratique von 1924 bis 1928) im Parlament. Chambrun kehrte 1917 als Mitglied der diplomatischen Mission von René Viviani und 1925 erneut mit Joseph Caillaux in die Vereinigten Staaten zurück, um die französischen Kriegsschulden zu besprechen. Während der Legislaturperiode 1928 bis 1932 gehörte er der von Paul Reynaud geführten Fraktion der Unabhängigen an. In den Jahren 1932 und 1933 war er erneut fraktionslos, bevor er sich nach seiner Wahl in den Senat der Parti démocrate populaire annäherte. Während seiner langen parlamentarischen Karriere gehörte Pierre de Chambrun zahlreichen Ausschüssen der Kammer und des Senats sowie dem britisch-französischen Parlamentsausschuss an, der während des Ersten Weltkriegs aktiv war.
Am 9. Juli 1940 stimmte Pierre de Chambrun als einziger Senator gegen das Prinzip einer Verfassungsänderung. Am nächsten Tag war er einer der 80 Parlamentarier („quatre-vingts“), die gegen die diktatorischen Vollmachten für Philippe Pétain stimmten. Er erklärte sein Abstimmungsverhalten folgendermaßen: „Warum sollte man Deutschland noch Waffen vor die Füße werfen? Warum die Waffen der Freiheit wegwerfen?“
Während des Zweiten Weltkriegs leistete er wichtige Dienste für die Résistance. Anschließend gehörte er der Assemblée consultative provisoire (Provisorische Beratende Versammlung) an und zog sich im Alter von 80 Jahren aus dem politischen Leben zurück. Sein jüngster Sohn, Gilbert de Chambrun, folgte ihm 1946 als Abgeordneter des Départements Lozère.
Pierre de Chambrun wurde als Ritter der Ehrenlegion und mit dem Croix de Guerre 1939–1945 ausgezeichnet.